# نوبورو ایگوچی
نوبورو ایگوچی (انگلیسی: Noboru Iguchi؛ زادهٔ ۲۸ ژوئن ۱۹۶۹) بازیگر، کارگردان فیلم، کارگردان تلویزیونی، فیلم‌نامه‌نویس، و بازیگر سینما اهل ژاپن است.